# 130127 Zoltanfarkas
130127 Zoltanfarkas è un asteroide della fascia principale. Scoperto nel 1999, presenta un'orbita caratterizzata da un semiasse maggiore pari a 2,7470707 UA e da un'eccentricità di 0,0554393, inclinata di 5,32216° rispetto all'eclittica.